# في بيت أبي (فلم مغربي)
في بيت أبي هو فيلم وقائقي مغربي، إنتاج 1997. الفيلم من إخراج فاطمة الجبلي الوزاني.
يعالج االفيلم عددا من القضايا المتعلقة بتقاليد الزواج لدى المجتمع المغربي وطقوسه المختلفة، كما ويفرد الفيلم مساحة واسعة، للحديث عن أهمية العذرية لدى أبناء هذا المجتمع، وربط شرف الفتاة به.يعد جدليا وجريئا للمواضيع التي طرحها، وخصوصا تلك التفاصيل التي تتعلق بالمرأة وعفتها، وزواج القاصرات اللواتي لم يبغلن الثامنة عشرة من العمر بعد.

## الجوائز
ظهر الفيلم لأول مرة في مهرجان سان فرانسيسكو السينمائي عام 1998، حيث فاز بجائزة جولدن سباير.